# Lauberhorn
Lauberhorn je planina visoka 2472 metara u Bernskim Alpama iznad prolaza Kleine Scheidegg. Lauberhorn je poznat po godišnjoj spustaškoj utrci za muškarce u okviru Svjetskog skijaškog kupa u alpskom skijanju čiji je početak ispod vrha. Ime vjerojatno potječe od starijeg oblika riječi "lavina" (Njemački: Lawine). 

## Zemljopis
Lauberhorn leži između dolina Grindelwald na istoku i Lauterbrunnen na zapadu, kod Wengena. Dio je grebena koji počinje na zapadnim padinama Eigera i odatle ide preko Kleine Scheidegga sjeverozapadno do Lauberhorna i dalje na sjever preko Tschuggena (2521 metara) do Männlichena (2343 metara), gdje se strmo spušta u dolinu Crnog Lütschinea. Jugozapadni ogranak Lauberhorna, Lauberhornschulter (Rame Lauberhorna, 2317 m), ide prema Wengernalpu. Malo umjetno jezero ispod Lauberhornschultera koristi se za umjetno pravljenje snijega. 
Kao i ostale planine u ovom području, Lauberhorn je građen od "laporastog argilošista starog 180 milijuna godina iz srednje jure". Na zapadu (prema Wengenu) stijene su strme, dok je jugoistočni dio manje strm.

## Turizam
Lauberhorn je lako dostupan turistima jer je 1893. željeznička pruga Wengernalpbahn stigla do Kleine Scheidegga. Tada je bilo planova za izgradnju žičare odatle do Lauberhorna, ali to nikada nije bilo ostvareno. Izletnici se mogu popeti na planinu za približno sat vremena od Kleine Scheidegga.
Zimi Lauberhorn postaje skijalište: do njega vodi dizalo od Kleine Scheidegga (2061 metara). Gornja stanica je na visini 2394 metara, odmah ispod vrha. Godine 1938. na planini je sagrađen i skijaško dizalo od Kleine Scheidegga. Dizalo je 1971. zamijenjen novim, koji se ljeti pretvara u jednosjedežnicu. Trenutačno je dizalo izgrađeno 1991. Drugo dizalo vodi od Wixija (1844 m) do Lauberhornschultera. Ski-dizalo dužine 1614 m koji se povezuje s Wengernalpbahnom izgrađen je 1964., a obnovljen 1992. i 2012. Dizalo može savladavati visinsku razliku od 495 m i može prevoziti do 2400 ljudi na sat.
Nekoliko staza vodi od Lauberhorna do Kleine Scheidegga, Wixija i Wengernalpa. Najpoznatija je spustaška na Lauberhornu, na kojoj se od 1930. održavaju Lauberhornske utrke. Spust u Wengenu, dug četiri i pol kilometra, najduža je utrka u Svjetskom skijaškom kupu.

## Vanjske poveznice
- Sajt o Laubernhornskim utrkama (njem.) (fr.) (engl.)
- Lauberhorn na hikr.org'